# Occupy Central with Love and Peace
Occupy Central with Love and Peace (OCLP) es un movimiento no-violento de ocupación por el sufragio universal en Central (Hong Kong) que comenzó el 27 de septiembre de 2014. Previamente, se había programado para comenzar en el segundo semestre de 2014.
La campaña fue iniciada por Benny Tai Yiu-ting (chino tradicional: 戴耀廷), Profesor Asociado de Leyes de la Universidad de Hong Kong, en enero de 2013. Tai predijo que al menos 10,000 ciudadanos se unirían a la protesta para ocupar la zona de Central en julio de 2014 si las elecciones para Jefe Ejecutivo de Hong Kong y para el Consejo Legislativo de 2020 no fueran llevadas a cabo de acuerdo a los "estándares internacionales".
Ya desde 2013, los expertos notaron que la campaña probablemente sería iniciada luego de que Qiao Xiaoyang, Presidente del Comité Legislativo de la Asamblea Popular Nacional de China, declaró que los candidatos para Jefe Ejecutivo de Hong Kong tienen como requisito "amar tanto a la Nación (China) como a Hong Kong y no confrontar al gobierno central Chino", excluyendo efectivamente a candidatos de la oposición. Esto fue confirmado el 31 de agosto de 2014, cuando la Asamblea Popular Nacional de China señaló que las elecciones para Jefe Ejecutivo de la Región Administrativa Especial de Hong Kong deberían, en efecto, ser restringidas a candidatos que apoyen al gobierno central chino.

## Entorno
Las facciones políticas pro democracia elevaron una petición al gobierno de Hong Kong por la completa implementación del sufragio universal, como estipula la Ley Básica de Hong Kong en su artículo 45, que delinea los requerimientos para la elección del Jefe Ejecutivo. 

"El Jefe Ejecutivo de Hong Kong será seleccionado por elecciones o consulta popular efectuadas localmente, y nombradas por el Gobierno Central de la República Popular China. "

"El método para elegir al Jefe Ejecutivo debe ser especificado en luz de la situación actual de la Región Administrativa Especial de Hong Kong, y en concordancia con el principio de gradual y ordenado progreso. El objetivo final es la selección del Jefe Ejecutivo por sufragio universal, según nominación por un Comité Electoral representativo en concordancia con los procedimientos democráticos. "

En diciembre de 2007, el Comité Legislativo de la Asamblea Popular Nacional de China expidió oficialmente sobre el tema del sufragio universal en Hong Kong: 

...la elección del quinto Jefe Ejecutivo de Hong Kong en el año 2017 debe ser implementada por el método de sufragio universal; luego de que fuere elegido por sufragio universal, la elección del Consejo Legislativo de Hong Kong debe ser implementada por el método de elección de sus miembros por sufragio universal...

El periódico Asia Times reportó en 2008 que ambas propuestas para el Consejo Legislativo (LegCo) y para el Jefe Ejecutivo "limitaba entre tantos peros que no hay ninguna garantía de Hong Kong pueda conseguir nada en absoluto..."
CY Leung, actual Jefe Ejecutivo, debe elevar la recomendación del gobierno de Hong Kong al Gobierno Popular Chino sobre cómo proceder con la democratización en el territorio, luego de las consultas populares. Los líderes políticos de China han expresado en repetidas ocasiones que el Jefe Ejecutivo por elegirse en 2017 "debe aplicarse al estándar de amar al país y amar a Hong Kong". Para ese fin, el gobierno de Hong Kong, apoyado por el Gobierno Popular Chino, reiteró que los candidatos deben ser seleccionados por un comité y que no hay posibilidad para nominaciones civiles. Esta posición fue afirmada por el Consejo Estatal en un informe de junio de 2014. The position was reaffirmed in a State Council white paper from June 2014.

## Objetivos

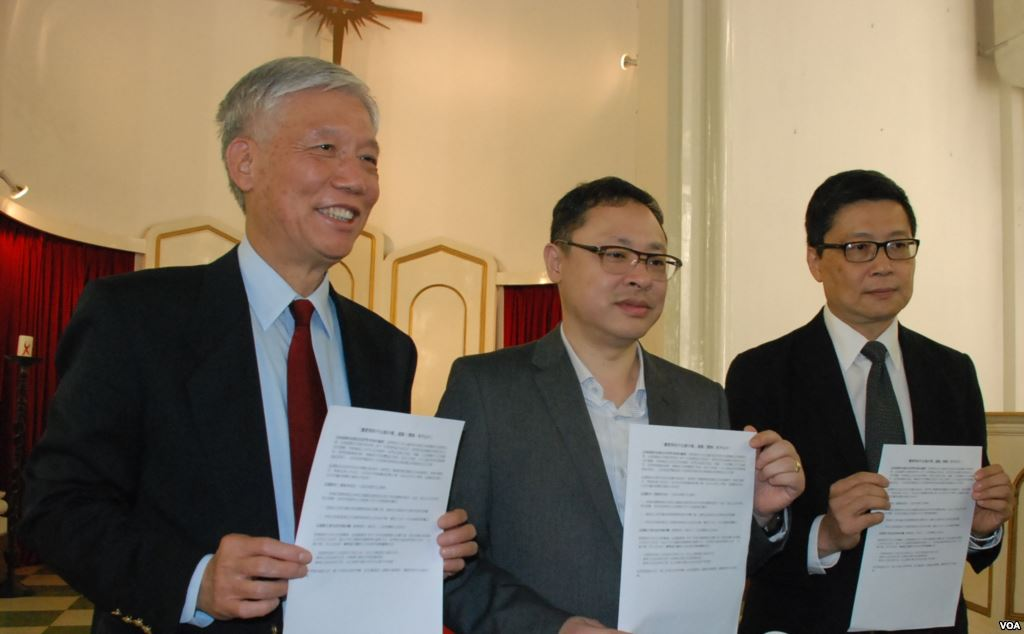
Los organizadores del movimiento (de izquierda a derecha, el Reverendo Chu Yiu-ming, Dr Benny Tai Yiu-ting, y Chan Kin-man) publican su declaración en una rueda de prensa el 27 de marzo de 2013.

El 16 de enero de 2013, Benny Tai publicó un artículo en el Hong Kong Economic Journal, en el cual proponía un acto de Desobediencia civil en la zona de Central, epicentro económico y financiero de Hong Kong, para presionar al gobierno si sus propuestas de sufragio universal fuesen un ejemplo de "falsa" democracia.
OCLP afirma que hará campaña por el sufragio universal a través del diálogo, la deliberación, los referéndums públicos y la desobediencia civil; también demanda que la propuesta gubernamental sobre la reforma electoral de Hong Kong de 2014 debe satisfacer los "estándares internacionales" en relación con el sufragio universal, como por ejemplo, igual número de votos, igual valor por voto, ninguna restricción irracional al derecho de presentarse como candidato a elecciones y que la propuesta final para la reforma electoral debe ser decidida por medio de procesos democráticos. OCLP declara que cualquier desobediencia civil debe ser no-violenta;  sin embargo, esto no garantiza que Occupy Central actuará de forma pacífica.

## Cronología

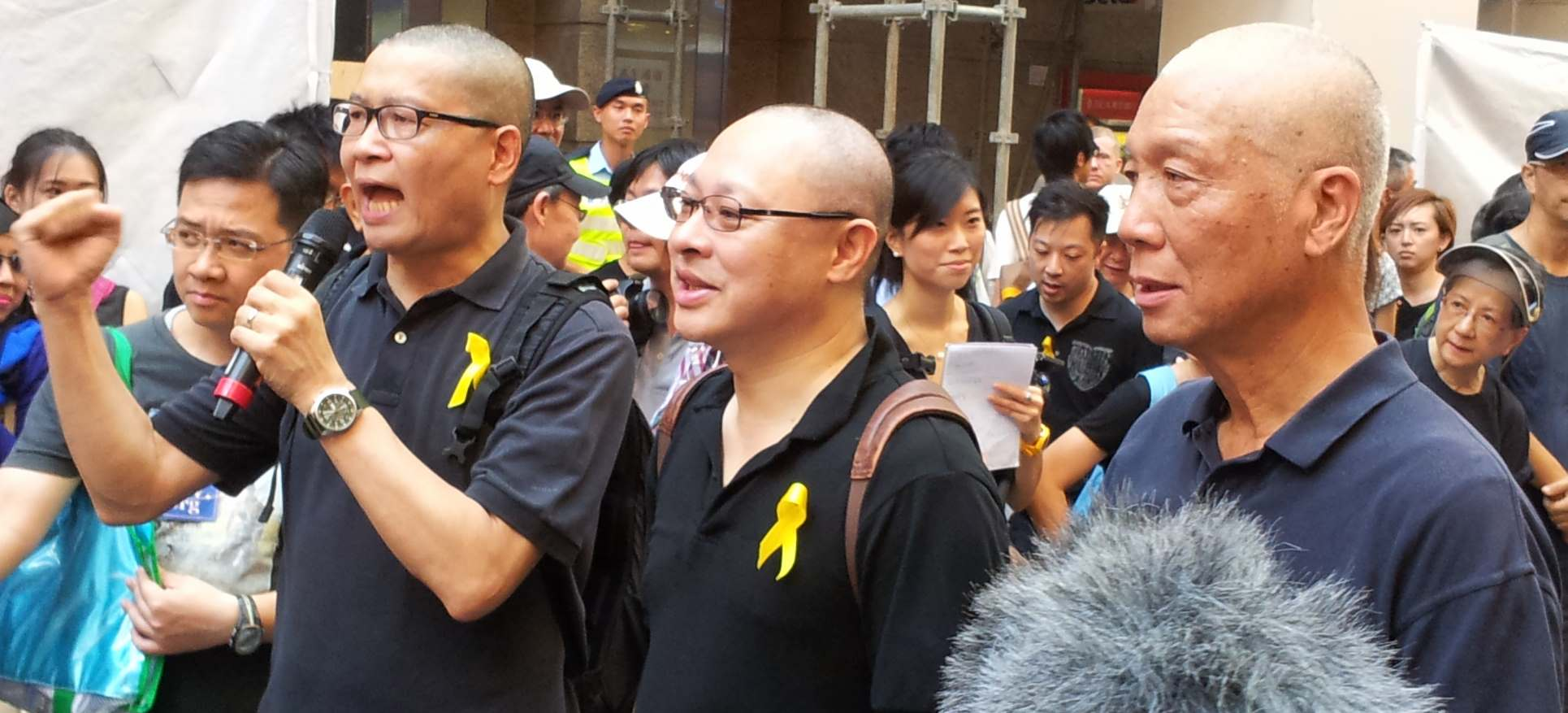
Chan, Tai & Chu comienzan la protesta Black Banner (listón negro) el 14 de septiembre de 2014

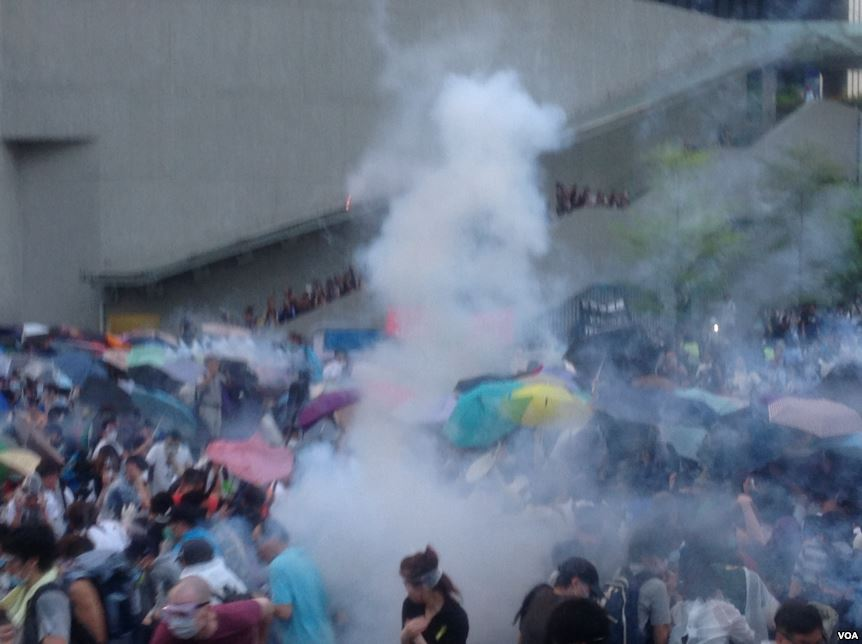
La policía de Hong Kong usando gas pimienta contra los manifestantes el 28 de septiembre de 2014

- 16 de enero de 2013 –  Benny Tai Yiu-ting, Profesor Asociado de Leyes de la Universidad de Hong Kong, escribe el artículo 公民抗命的最大殺傷力武器 (El arma más letal de la desobediencia civil) en el Hong Kong Economic Journal sugiriendo la posibilidad de un movimiento de ocupación de Central Hong Kong.[10]

- 24 de marzo de 2013 – Qiao Xiaoyang, Presidente del Comité Legislativo de la Asamblea Popular Nacional de China, declaró que los candidatos para la elección de Jefe Ejecutivo deben ser individuos que "amen al país y a Hong Kong, que no se opongan al Gobierno Central Chino".[3]

- 27 de marzo de 2013 – Los organizadores de "Occupy Central", Benny Tai, el Reverendo Chu Yiu-ming y el profesor de Sociología de la Universidad China de Hong Kong, Chan Kin-man, anunciaron oficialmente en una conferencia de prensa que comenzarían a promover la campaña de protesta en 2014 si la propuesta del gobierno no concordaba con los estándares internacionales.[13]

- 9 de junio de 2013 – Primer día de deliberaciones sobre la propuesta por referir.[14]

- 9 de marzo de 2014 – Segundo día de deliberaciones.

- 6 de mayo de 2014 – Tercer día de deliberaciones.

- 22 de junio de 2014 – Referéndum Civil.

- 29 de junio de 2014 – El Referéndum Civil finaliza con 787,767 votos electrónicos confirmados, un total de 22% de la base total de votantes registrados de Hong Kong.[15]

- 1 de julio de 2014 –  Como todos los días primero de julio, las marchas organizadas con motivo del aniversario del traspaso de Hong Kong a dominio chino concentran 100,000 manifestantes (500,000 de acuerdo a los organizadores), y más de 500 arrestos.[16][17]

- 18 de Julio  - 17 de agosto de 2014 - La Alliance for Peace and Democracy(APD) (Alianza para la Paz y la Democracia) inicia la campaña"Anti-Occupy Central", recolectando más de 1,500,000 firmas.

- 17 de agosto de 2014 - La APD organiza la marcha "Anti-Occupy Central" con 193,000 personas, según los organizadores.[18]

- 28 de septiembre de 2014 - Benny Tai anuncia el lanzamiento definitivo de Occupy Central.[19] La policía utiliza gas pimienta, gas lacrimógeno y balas de goma para dispersar a la multitud cerca de Tamar Park.[20]

- 29 de septiembre de 2014 - Miles de personas se unen a la campaña, ocupando Causeway Bay y parte de Mong Kok.[21] La policía empieza a retirarse de ciertas áreas.[22] Bancos y empresas de la isla de Hong Kong no abren sus puertas. Escuelas en el distrito de Wan Chai y el distrito de Central y Oeste suspenden sus actividades.[23]